# Pachydactylus vanzyli
Pachydactylus vanzyli este o specie de șopârle din genul Pachydactylus, familia Gekkonidae, descrisă de Steyn și Haacke 1966. Conform Catalogue of Life specia Pachydactylus vanzyli nu are subspecii cunoscute.